# Clasamentul pe medalii la Jocurile Olimpice de iarnă din 1994
Acestă listă este clasamentul pe medalii la Jocurile Olimpice de iarnă din 1994, cu toate țările care au cucerit medalii la Jocurile Olimpice de iarnă din 1994 de la Lillehammer din perioada 12–27 februarie, la care au participat 1.737 sportivi din 67 de țări.

## Tabelul medaliilor
Ordinea țărilor din acest tabel este în conformitate cu regulile oficiale publicate în convenția COI și cu informațiile oferite de către Comitetul Olimpic Internațional. Așadar, primele țări sunt luate în ordinea numărului de medalii de aur. Apoi, sunt luate în considerare medaliile de argint, iar mai apoi cele de bronz. Dacă scorul este egal, țările sunt ordonate alfabetic.
Pentru a sorta acest tabel după o anumită coloană, apăsați pe iconița  de lângă titlul coloanei.
Legendă
      Țara gazdă
| Loc                   | NOC                              | Aur | Argint | Bronz | Total |
| --------------------- | -------------------------------- | --- | ------ | ----- | ----- |
| 1                     | Rusia (RUS)                      | 11  | 8      | 4     | 23    |
| 2                     | Norvegia (NOR)                   | 10  | 11     | 5     | 26    |
| 3                     | Germania (GER)                   | 9   | 7      | 8     | 24    |
| 4                     | Italia (ITA)                     | 7   | 5      | 8     | 20    |
| 5                     | Statele Unite ale Americii (USA) | 6   | 5      | 2     | 13    |
| 6                     | Coreea de Sud (KOR)              | 4   | 1      | 1     | 6     |
| 7                     | Canada (CAN)                     | 3   | 6      | 4     | 13    |
| 8                     | Elveția (SUI)                    | 3   | 4      | 2     | 9     |
| 9                     | Austria (AUT)                    | 2   | 3      | 4     | 9     |
| 10                    | Suedia (SWE)                     | 2   | 1      | 0     | 3     |
| 11                    | Japonia (JPN)                    | 1   | 2      | 2     | 5     |
| 12                    | Kazahstan (KAZ)                  | 1   | 2      | 0     | 3     |
| 13                    | Ucraina (UKR)                    | 1   | 0      | 1     | 2     |
| 14                    | Uzbekistan (UZB)                 | 1   | 0      | 0     | 1     |
| 15                    | Belarus (BLR)                    | 0   | 2      | 0     | 2     |
| 16                    | Finlanda (FIN)                   | 0   | 1      | 5     | 6     |
| 17                    | Franța (FRA)                     | 0   | 1      | 4     | 5     |
| 18                    | Olanda (NED)                     | 0   | 1      | 3     | 4     |
| 19                    | China (CHN)                      | 0   | 1      | 2     | 3     |
| 20                    | Slovenia (SLO)                   | 0   | 0      | 3     | 3     |
| 21                    | Marea Britanie (GBR)             | 0   | 0      | 2     | 2     |
| 22                    | Australia (AUS)                  | 0   | 0      | 1     | 1     |
| Total (22 de CON-uri) | Total (22 de CON-uri)            | 61  | 61     | 61    | 183   |